# L'Agonie dans le jardin (Bellini)
L'Agonie dans le jardin est l'un des premiers tableaux du maître italien de la Renaissance Giovanni Bellini, qui l'a réalisé a tempera sur bois de 81 × 127 cm vers 1459-1465. Il est conservé à la National Gallery de Londres.

## Description
Il représente le Christ agenouillé sur le mont des Oliviers en prière, avec ses disciples Pierre, Jacques et Jean dormant près de lui. En arrière-plan, Judas conduit les soldats romains pour capturer le Christ.
La peinture est étroitement liée à l'œuvre similaire du beau-frère de Bellini, Andrea Mantegna, également à la National Gallery. Il est probable que les deux dérivent d'un dessin du père de Bellini, Iacopo. Dans la version de Bellini, le traitement de la lumière de l'aube a un rôle plus important, donnant à la scène une atmosphère quasi surnaturelle.

## Historique
Jusqu'au milieu du XIXe siècle, les peintures du début de la Renaissance étaient considérées comme des curiosités par la plupart des collectionneurs. Celle-ci avait probablement appartenu au consul britannique Smith à Venise (mort en 1770), fut achetée par William Beckford à la vente Joshua Reynolds en 1795 pour 5 £, puis vendue en 1823 avec Fonthill Abbey et rachetée par Beckford à la vente Fonthill l'année suivante (comme un Mantegna) pour 52,10 £. Le tableau a été acheté par la National Gallery pour 630 £ en 1863, un prix encore bas pour l'époque.
Le tableau faisait partie des cinq tableaux dont le Portrait d'un mathématicien de Bellini, lequel a été endommagé lors d'une manifestation de suffragettes par Grace Marcon (alias Frieda Graham) en 1914. Elle a été condamnée à six mois mais elle a été libérée le mois suivant après une grève de la faim.